# 風車 (レンブラント)
『風車』（ふうしゃ、蘭: De molen、英: The Mill）は、オランダ黄金時代の巨匠レンブラント・ファン・レインが1645年から1648年に制作した風景画である。油彩。丘の上に建てられた風車を動力源とする製粉所を描いている。芸術家や美術評論家から賞賛され、絶大な名声を得た作品で、かつては濃い色に変色したワニスが画面を覆っていたために、暗く陰鬱な雰囲気を備えた作品と思われていた。19世紀になるとこの陰鬱な雰囲気が1650年代半ばの深刻な経済的困窮に陥ったレンブラントの精神に由来すると解釈された。しかしその一方でレンブラントへの帰属は大きな論争となった。オルレアン・コレクション、ランズダウン侯爵家のコレクションに属したのち、1911年にフィラデルフィアの実業家ピーター・アレル・ブラウン・ワイドナーが100,000ポンドという巨額で購入した。現在はワシントンD.C.のナショナル・ギャラリーに所蔵されている。

## 作品

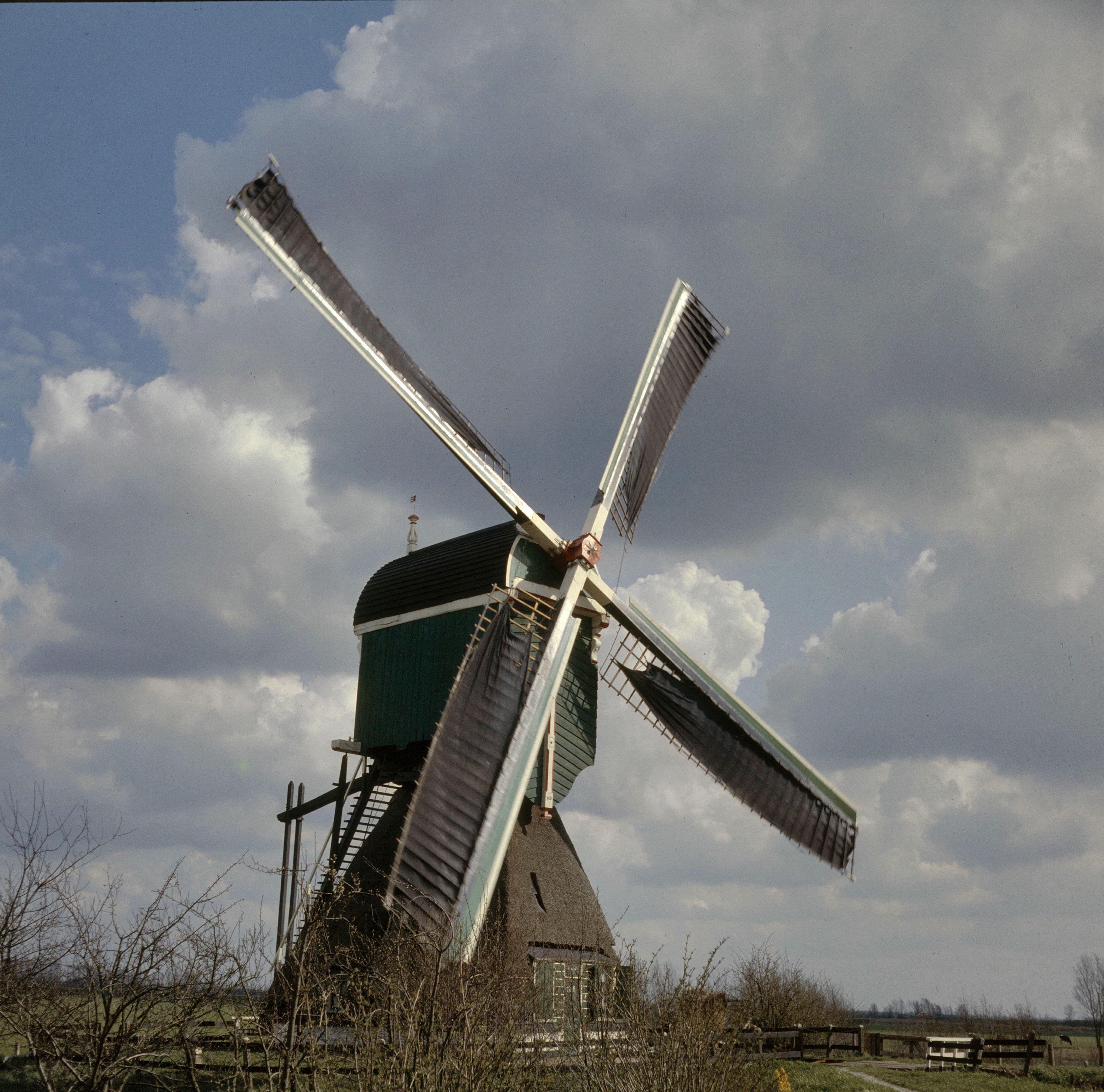
柱風車と呼ばれる、レンブラントが描いたものと同じタイプの風車。ユトレヒト州レクモント。

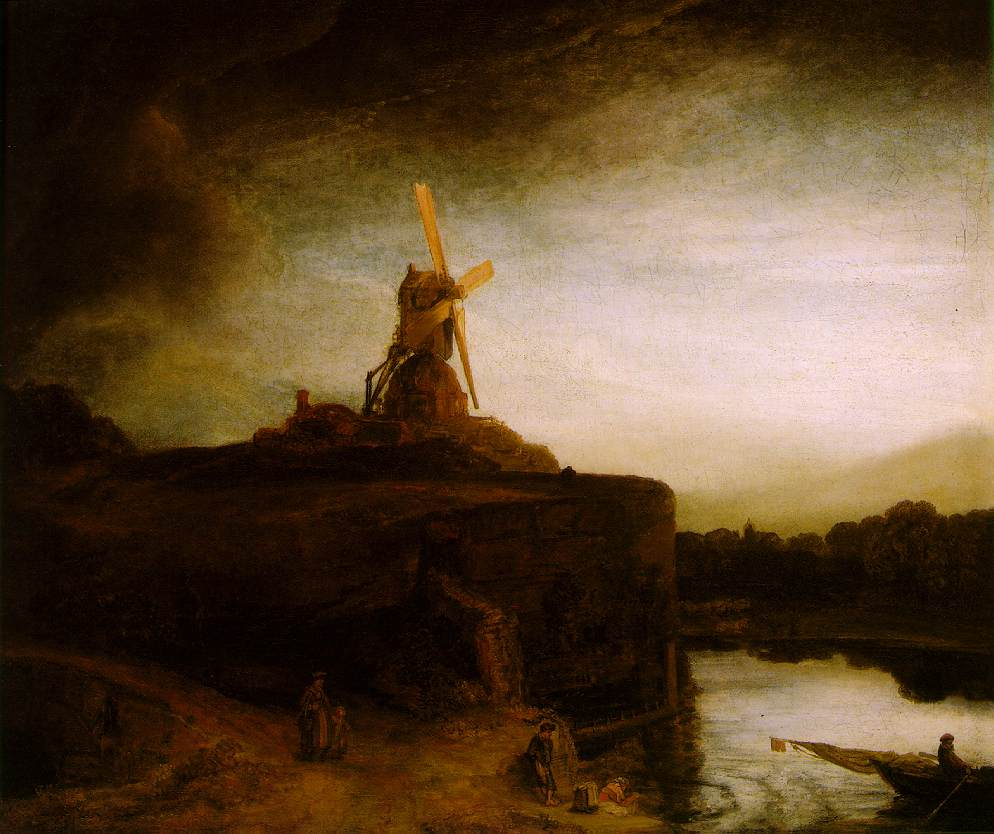
修復される以前の絵画。

レンブラントは嵐を予感させる不吉な空模様の下にある、崖の上に建てられた風車を描いている。画面右側の空は青空をのぞかせているが、白い雲が風車の背後の空を横切り、画面左側から上端にかけて暗い雲となって渦を巻き、舞台に劇的な動きをもたらしている。風車は前景の平らな丘の上ではなく、その奥の中景に位置している。風車は周囲を柵で囲まれ、ピンク色の帆は澄んだ空の方を向き、日の光に照らされている。
画面左下には丘を登る帽子を被った男性がおり、その右側には橋を渡ってきた老女と少女の姿がある。彼女たちが歩く方向には水辺があり、水中に防波堤が設けられている。その近くに土手にもたれるようにして立っている1人の男と、水辺で洗濯している女がいる。彼女の洗濯によって水面に大きな波紋が生じ、画面右側へと広がっている。さらにその先には男が漕いでいる小船が浮かんでいる。画面右下の水面は灰色と青で、空の色彩を反射している。遠景の岸辺には2頭の牛と羊がおり、その姿が水面に映りこんでいる。さらに遠くに森と教会の尖塔が見える。
風車は柱風車と呼ばれる古いタイプのもので、干拓地の排水を担った。図像的源泉としては、レンブラントが1640年代から1650年代初頭にかけて頻繁に描いたアムステルダム郊外のブラウホーフト要塞（Het Blauwhoofd）のデ・ボク風車、あるいはライデンのペリカンス城塞（Pelikaansbolwerk）の風車が考えられる。後者は実際にレンブラントの父の風車であったとされる。
絵画はおそらく制作から長い期間を経ずしてトリミングされ、画面のサイズが縮小されている。レンブラントの他の風景画の高さと横幅の比例関係の調査から、本来のサイズは高さ約90センチ、横幅約120センチであったと考えられている。
1911年、1977年から1979年に修復を受け、変色したワニスの厚い層が除去された。

### 賞讃と修復
嵐の空を背景にした風車のドラマチックな照明と荒々しいシルエットは、特に19世紀のロマン主義の時代に大いに賞賛された。しかし当時画面を覆っていたワニスの層は変色しており、絵画に金色の色調と、暗く陰鬱な雰囲気を与える反面、風景画の多くのディテールを覆い隠していた。絵画はまたレンブラントの人生と結びつけて解釈された。『風車』がレンブラントの父の製粉所を描いているという伝説は作品に個人的な側面を追加し、同時に暗く陰鬱で不吉な雰囲気は、1650年代半ばに深刻な経済的困窮に陥ったレンブラントの精神に起因すると解釈された。こうした19世紀の評価や解釈は変色したワニスによるところが大きかった。
キアロスクーロ（明暗法）の効果は19世紀の芸術家・批評家たちによって賞賛された。風景画家ジョゼフ・マロード・ウィリアム・ターナーはレンブラントが力強い明暗のコントラストを使用していることに注目し、同じく風景画家のジョン・コンスタブルは『風車』を「キアロスクーロだけで感情を表現した最初の絵画」と呼んでいる。

19世紀半ばまでに、絵画の詩的な魅力の多くは豊かな金色のトーンに帰されるようになった。たとえば美術商チャールズ・J・ニーウェンホイス（Charles J. Nieuwenhuys）は絵画を次のように説明した。
1977年、『風車』は構造的に不安定であることが判明し、絵画の修復が決定された。この修復は絵画の表面を覆っている変色したワニスの厚い層を取り除くことで本来の色調と絵画技法を明らかにし、絵画の帰属を判断する材料を提供すると期待された。しかしこの決定はアメリカ合衆国で論争を巻き起こした。レンブラントの帰属を信じる者は、ワニスの除去が作品の持つ感情的な効果を致命的に変えてしまい、画家の生涯について信じられていた通念を脅かすのではないかと危惧した。
修復は1977年から1979年にかけて行われ、絵画の陰鬱な雰囲気はワニスが変色して濃くなった結果であることが明らかになった。ワニスの除去で最も大きく変化したのは空である。修復以前の空は金色の色調が際立っていたが、修復後は画面右側の空は青くなり、左側から上端にかけてスチールグレーになっている。それ以外の場所でも劇的ではないものの同様に変化した。未分化であった茶色の崖はより豊富な描写が現れた。人物像、特に画面左の坂道を登っている男性は修復後に見えるようになった。風車の外観も変化し、以前と同じ大きさではないように見える。

### 絵画技術

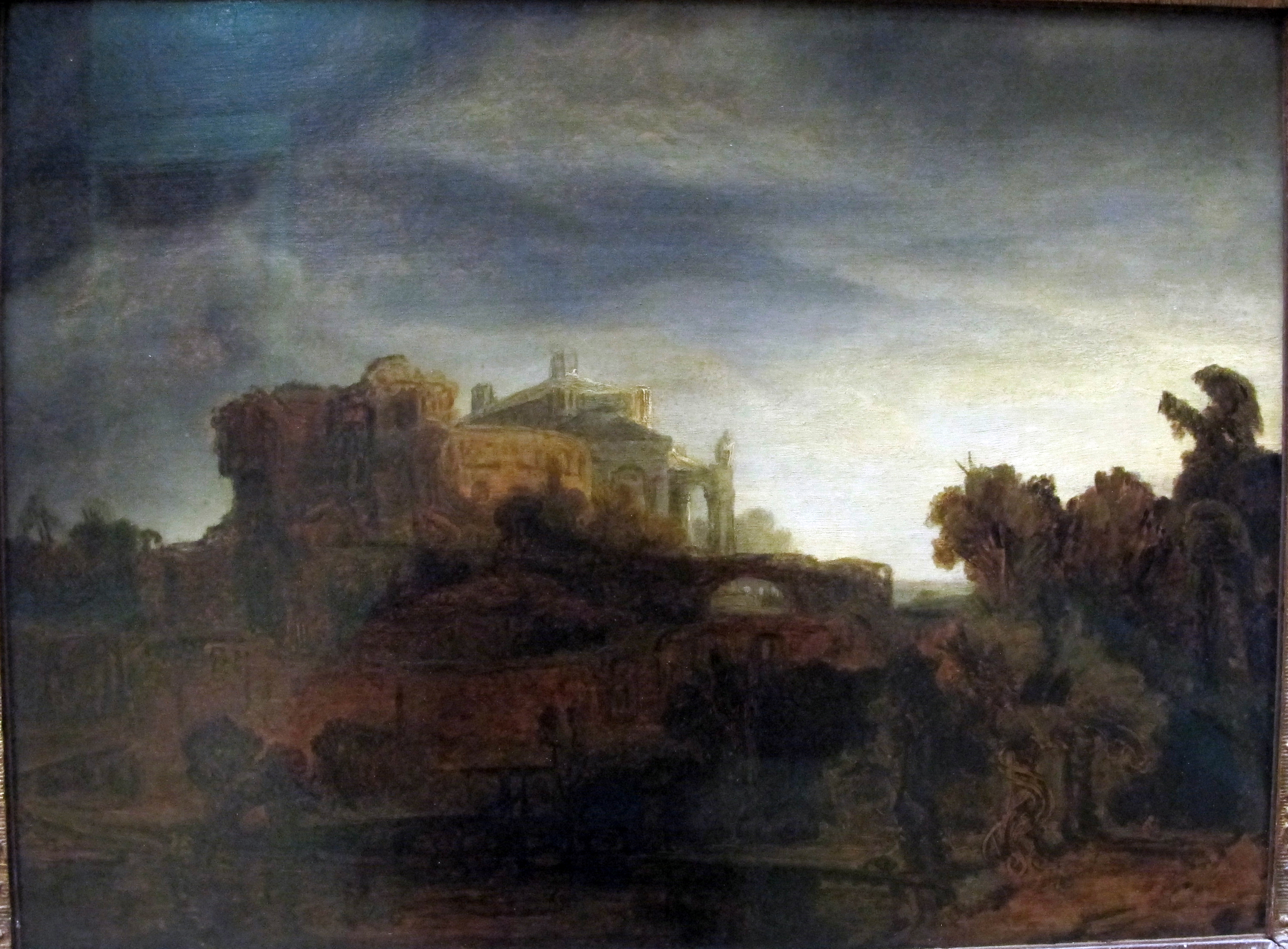
レンブラントの風景画『城のある風景』。1640年から1650年頃。ルーヴル美術館所蔵。

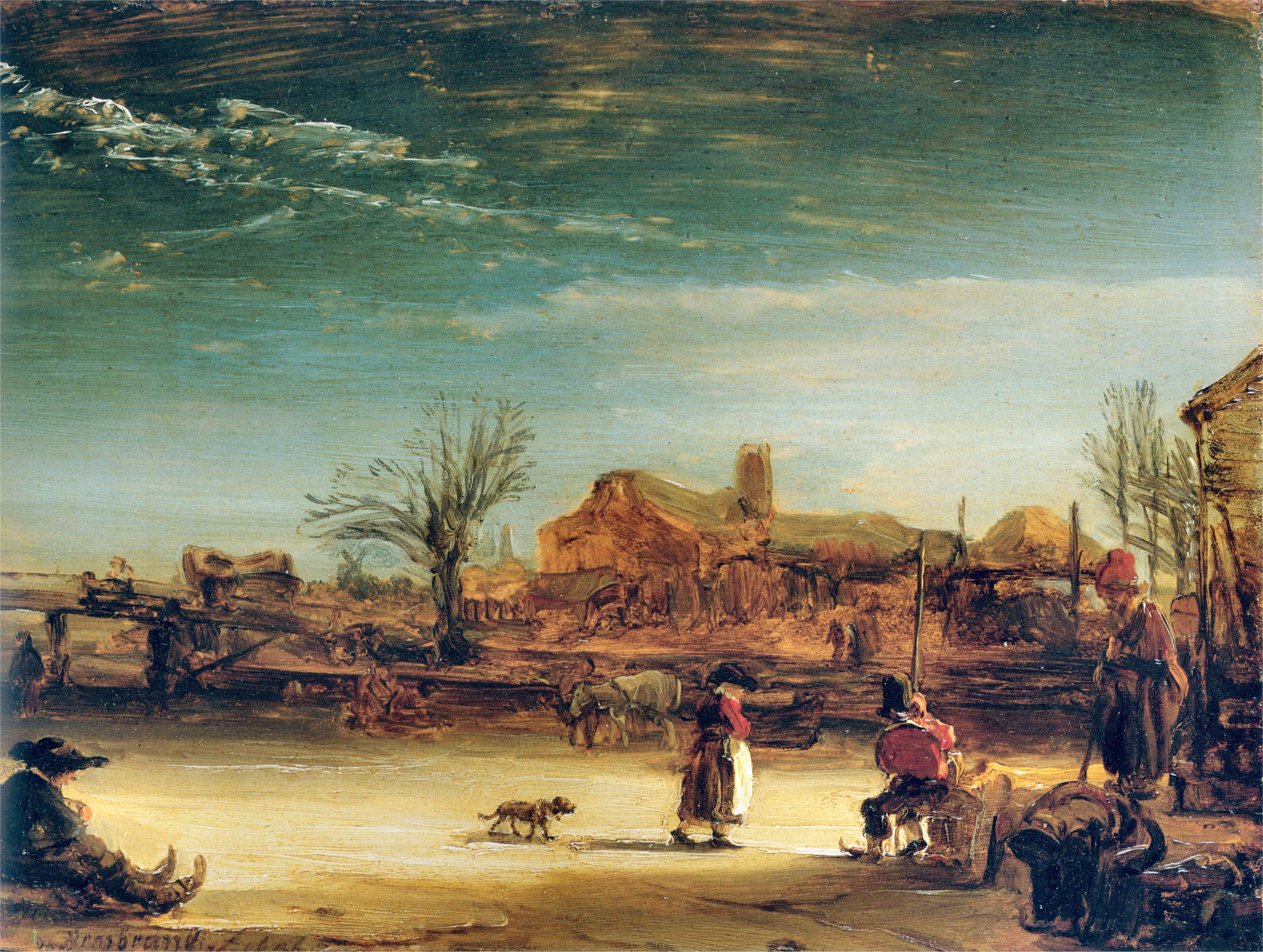
レンブラントの1646年の風景画『冬の風景』。カッセル、アルテ・マイスター絵画館所蔵。

『風車』は他のレンブラントの風景画からやや逸脱している。1630年代後半の想像上の風景画や、カッセルのアルテ・マイスター絵画館の1646年の小さな風景画『冬の風景』（Winterlandschaft）では多数の小さな要素を統合しているが、本作品では単一のモチーフに劇的に焦点を当てている。
さらにレンブラントの風景画の通常の支持体である板ではなくキャンバスに描いている。本作品におけるキャンバスの使用は、レンブラントの他の風景画よりも大きなサイズであることと関連している。描法は他のレンブラントのキャンバス画と一致しており、絵具は1640年から1642年に制作したルーヴル美術館の板絵『城のある風景』（Landschap met een kasteel）よりも厚く塗られている。板絵の場合、レンブラントは非常に流動的で薄く描き、グレーズを使用して半透明の効果を生み出した。これに対してキャンバス画の場合は、特に十分に絵具を乗せた絵筆で粗い表面を引きずり、質感に変化を作った。このテクニックは『風車』の大まかに描かれた水の波紋が円を描いて広がっている箇所で効果的に使用されている。

### 制作年代

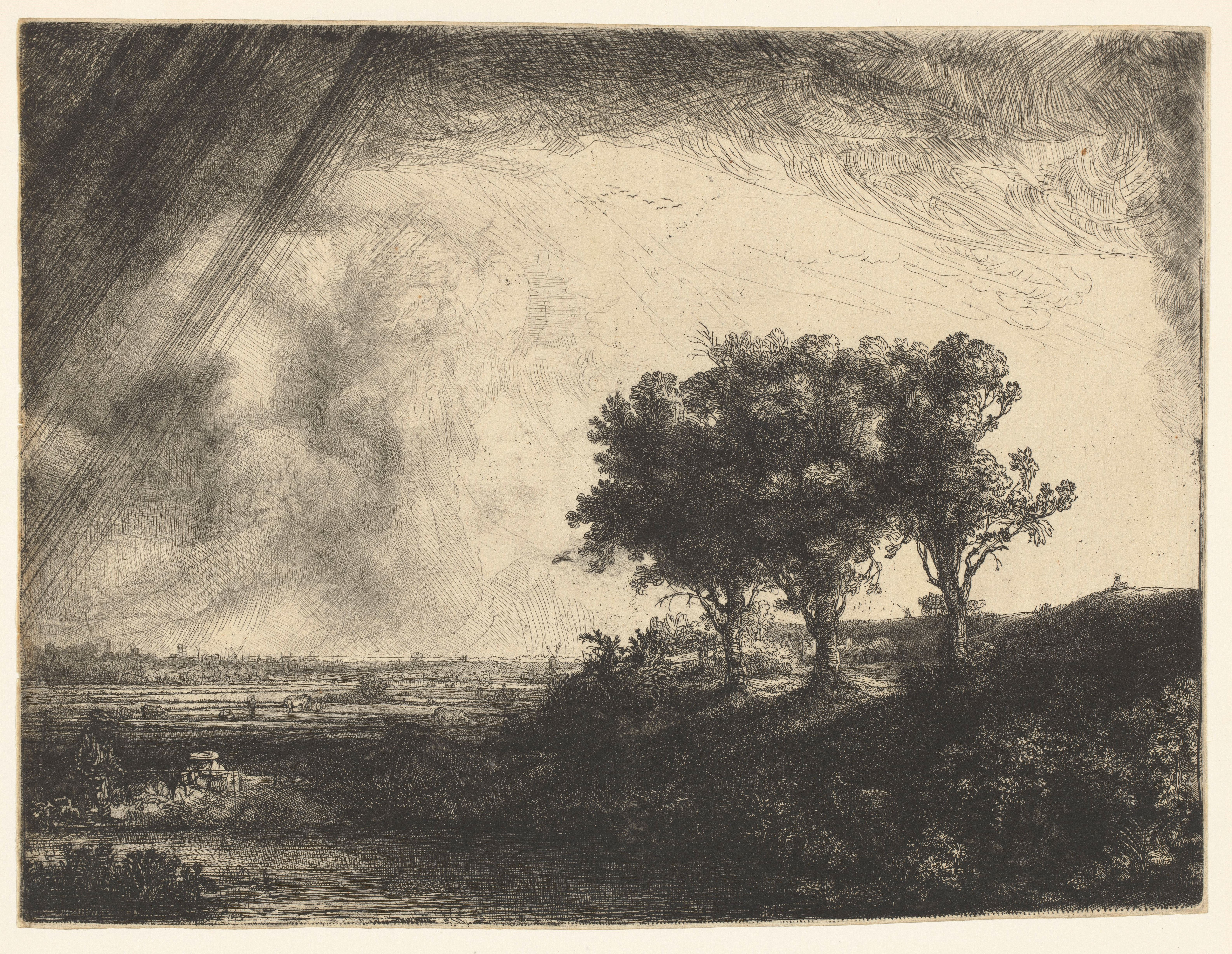
レンブラントのエッチング『三本の木』。1643年。

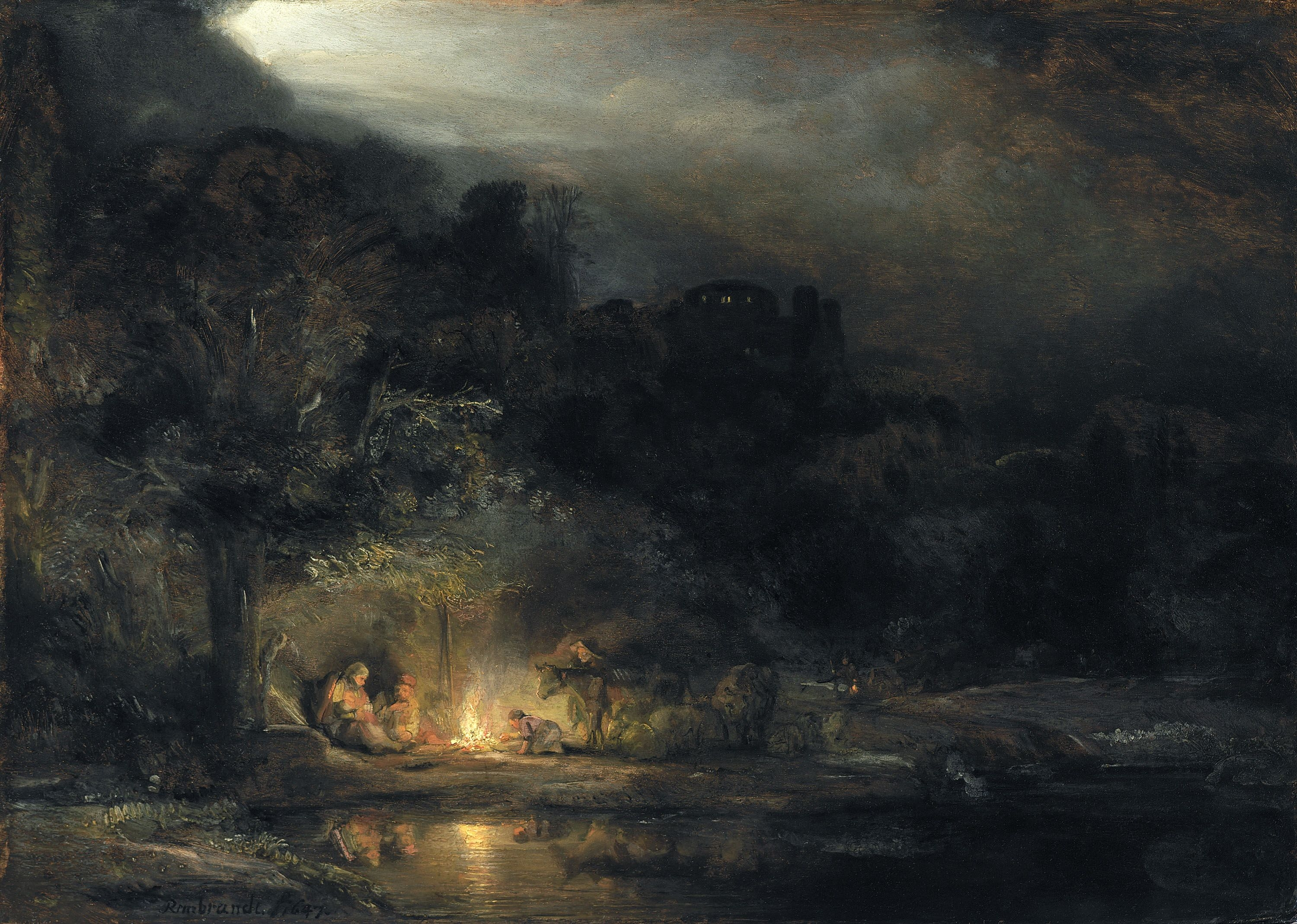
レンブラントの1647年の絵画『エジプト逃避途上の休息のある風景』。アイルランド国立美術館所蔵。

レンブラントの人生と絵画の陰鬱な性格を関連づけて考えた初期の研究者たちは、制作年代を一貫して1650年代とした。しかし修復後に出現した色調は1640年代の作品と一致しており、構図のいくつかの要素もまた1640年代を示唆している。たとえばドラマティックな要素（嵐の雲とシルエットの風車）と日常的な要素（水辺で洗濯している女）を組み合わせた構図は、レンブラントの1643年のエッチング『三本の木』（De drie bomen）と共通している。このエッチングでは、嵐の雲が迫るドラマティックな風景の中で、日常生活を送る多数の人物が描かれている。
アダム・エルスハイマーのような遠くの水面に映った木々や動物の要素は1640年代のレンブラントの作品を彷彿とさせる。こうした描写が与える効果は1647年の『エジプト逃避途上の休息のある風景』（Nachtlandschap met de rust op de vlucht naar Egypte）で最も明確に発展している。
また人物像のタイプは1640年代半ばのレンブラントの素描に見られるものと同じである。小道を歩く老人は1643年から1644年頃の大英博物館の3点の老人の習作と似ており、ボートを漕ぐ男性はブダペスト国立西洋美術館の素描『ボートを漕ぐ二人の男性』（Two Men Rowing）を連想させる。

### 解釈
修復以前、絵画の象徴性は経済的困窮に陥った晩年のレンブラントと結びつけて解釈されてきた。しかし修復以降は否定的ではなくむしろ肯定的な意味を持つことが指摘されている。風車はオランダの文学的伝統において、宗教や政治など様々な象徴的意味が与えられている。たとえば、ツァハリアス・ヘインズは1625年に出版したエンブレム・ブックの中で、風が吹くときにだけ回転する風車と、精神によって命を与えられ、完全な存在になるまで、心の中で死んでいる人間との間に類似点を描いている。またローマー・フィッセルは、1614年にアムステルダムで出版したエンブレム・ブック『Zinne-poppen』で、風車に政治的な象徴性を与えており、「Ut emergant」（彼らが立ち上がることができるように）と題したエンブレムに対して、本作品に似た柱風車のイラストを載せている。そして風に耐え、それを利用して土地の排水を行い、大衆のために発展可能な土地に変える風車を、国民の幸福のために絶えず努力する善良な王子にたとえている。
美術史家アーサー・K・ウィーロックによると、本作品においてより重要なのは後者である。嵐が近づく中、高台の風車はその下で生きる人々にとって守護者として機能し、穏やかな空と静かな水が流れるイメージによって、人々が戦争や不確実性を恐れずに日常生活を送ることができるという安心感を与えている。レンブラントが本作品を制作した1640年代はオランダ独立戦争の末期にあたり、オランダ総督・オラニエ公のフレデリック・ヘンドリックはオランダの領土を拡大するとともに、オランダの独立を承認するヴェストファーレン条約の締結に尽力した。ローマー・フィッセルが風車を善良な王子にたとえたように、レンブラントが風車を1648年の条約締結を見ることなく世を去ったフレデリック・ヘンドリックにたとえたかどうかは不明であるにしても、条約締結と前後して、オランダの風景画家によって文化的・政治的遺産を祝うためと思われる絵画が多数制作されており、典型的なオランダの風景を想像力豊かに描いた『風車』は、これらの作品の中で最も深遠なものの1つと言える。

## 帰属
帰属の問題は20世紀を通じて大きな論争となっている。レンブラントへの帰属に疑問点があることを最初に指摘したのはドイツの美術史家ヴォルデマール・フォン・ザイドリッツである。ザイドリッツは1902年以来、この問題を取り上げていたが、1911年の売却の直後に最初の本格的な様式的分析を美術雑誌『Kunst und Künstler』で発表した。ザイドリッツは『風車』のコンセプトがレンブラントの他の風景画と異なり、地平線が低く、多様性が欠如しており、そして特にコントラストの強い明暗がレンブラントの特徴ではないと指摘した。ザイドリッツは、レンブラントの弟子の1人アールト・デ・ヘルデルが『風車』に見られる温かみのある透明な色彩を好んでいたという事実から、デ・ヘルデルを本作品を制作した画家と見なしうることを示唆した。しかしデ・ヘルデルの風景画が知られていないことも認めた。
さらに制作者の候補として風景画家ヘルクレス・セーヘルスが有力視されるようになった。ヴィルヘルム・フォン・ボーデ、アブラハム・ブレディウス、コルネリス・ホフステーデ・デ・フロート、ザイドリッツ、ヤン・ヴェスは、1912年10月号の『Kunst und Künstler』で風車に関する一連の短いエッセイを発表した。ザイドリッツ以外の美術史家・美術評論家はレンブラントへの帰属を擁護し、ザイドリッツの説を拒否した。ザイドリッツは『風車』の制作者がセーヘルスでないことには同意したが、レンブラントへの帰属については疑問視し続けた。
その後60年以上もの間、帰属の問題は議論されていない。レンブラントへの帰属は、アメリカ合衆国の研究者ジェイコブ・ローゼンバーグやヴォルフガング・ステカウは受け入れたが、ヨーロッパの研究者は本作品を画家の作品リストから除外した。たとえばブレディウスは1911年に『風車』の帰属を擁護した後、1935年にレンブラントの画集から削除しており、また クルト・バオホ（1966年）やホルスト・ゲルソン（1969年）も、レンブラントの全作品のカタログから除外している。
1977年から1979年にかけて行われた修復によって『風車』に対する誤解は大きく正されたが、帰属の問題はすぐに解決しなかった。アーサー・K・ウィーロック、シンシア・シュナイダー（Cynthia Schneider）はレンブラントへの帰属を支持したが、ゲイリー・シュワルツ、クリスティアン・テュンペルは、レンブラントに関するモノグラフに『風車』を含めなかった。しかし、時間の経過とともにレンブラントへの帰属の幅広い合意が生じて現在に至っている。

## 来歴

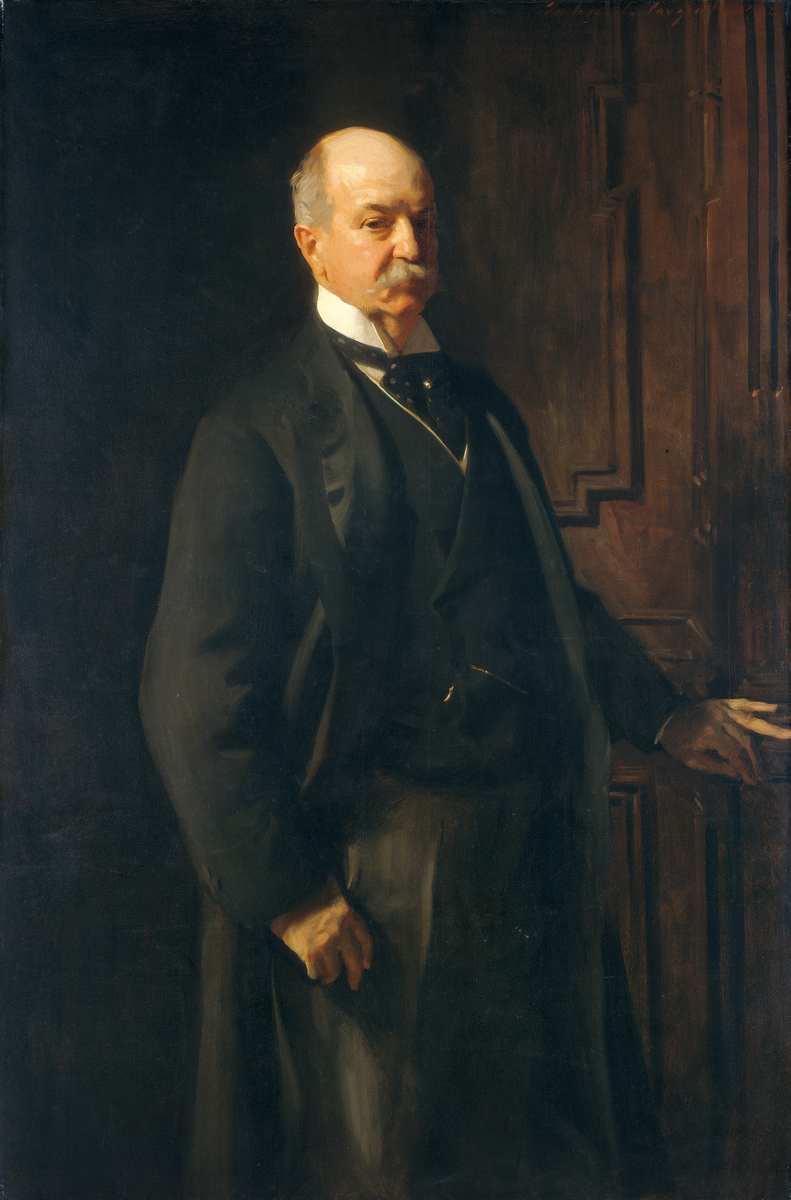
絵画を購入したフィラデルフィアの実業家ピーター・アレル・ブラウン・ワイドナー。

絵画の初期の来歴は不明である。絵画が最初に現れるのは、オルレアン公フィリップ2世が収集した500点以上にもおよぶ絵画で構成されたオルレアン・コレクションである。絵画は歴代のオルレアン公によって相続されたが、1792年、フィリップ2世の曾孫ルイ・フィリップ2世ジョセフは借金を返済するため、ロンドンの美術商トーマス・ムーア・スレイドにコレクションのオランダ、ドイツ、フランドル絵画を売却した。この売却により『風車』はイギリスに持ち込まれ、展示販売された。翌年、絵画は奴隷制度廃止論者の最初の1人であり、風景画家ウィリアム・ターナーの知人でもある政治家ウィリアム・スミスによって購入された。購入価格は500ポンドであった。絵画は少なくとも1815年までウィリアム・スミスのもとにあり、1824年に第3代ランズダウン侯爵ヘンリー・ペティ＝フィッツモーリスによって840ポンドで購入された。その後、絵画は1世紀近い間、ランズダウン侯爵家が所有するウィルトシャーのボウウッド・ハウスにあった。
1911年、第5代ランズダウン侯爵ヘンリー・ペティ＝フィッツモーリスは、ロンドンの美術商アーサー・ジョゼフ・サリーを通じて、絵画をフィラデルフィアの実業家ピーター・アレル・ブラウン・ワイドナーに100,000ポンドという巨額で売却した。『風車』はイギリスを離れる前に、ロンドンのナショナル・ギャラリーでわずか2日間だけ公開展示され、2日で約22,000人の人々が絵画を見るために美術館を訪れた。ベルリンのカイザー・フリードリヒ美術館の初代館長であり、当時のレンブラント研究の権威であったヴィルヘルム・フォン・ボーデは、後にフィラデルフィアのワイドナーの邸宅リンウッド・ホールを訪ね、彼の息子に『風車』を「世界で最も偉大な絵。あらゆる芸術家による最高の絵」と宣言した。
1942年にワイドナーの息子ジョーゼフ・E・ワイドナーによって絵画が寄贈されると、『風車』はナショナル・ギャラリーが所有するレンブラントの絵画の中で最重要の作品と見なされた。1969年に当時の館長ジョン・ウォーカーが引退したとき、『風車』の前で写真撮影した。

## ギャラリー

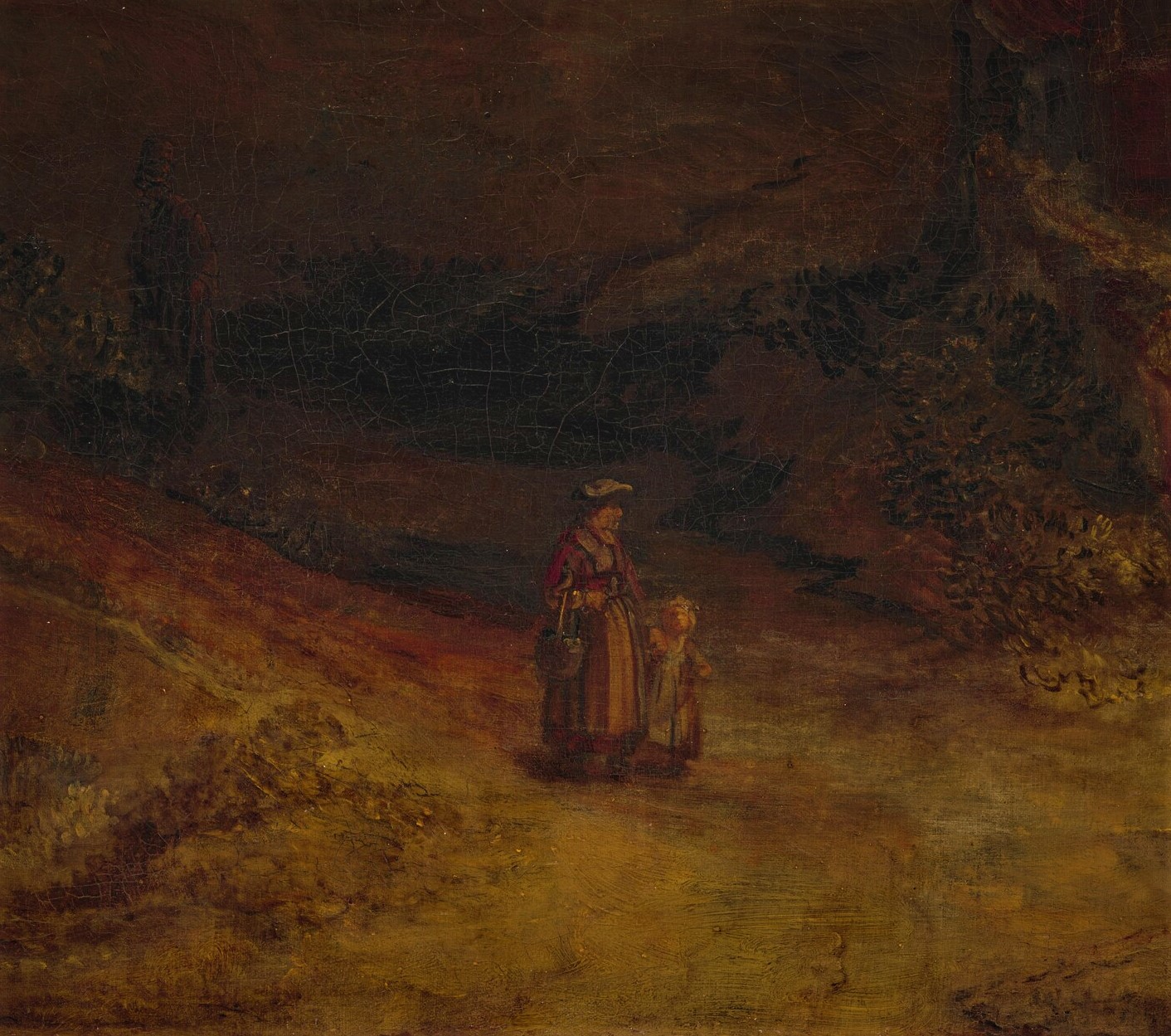
丘を登る男と、道を歩く老女と少女
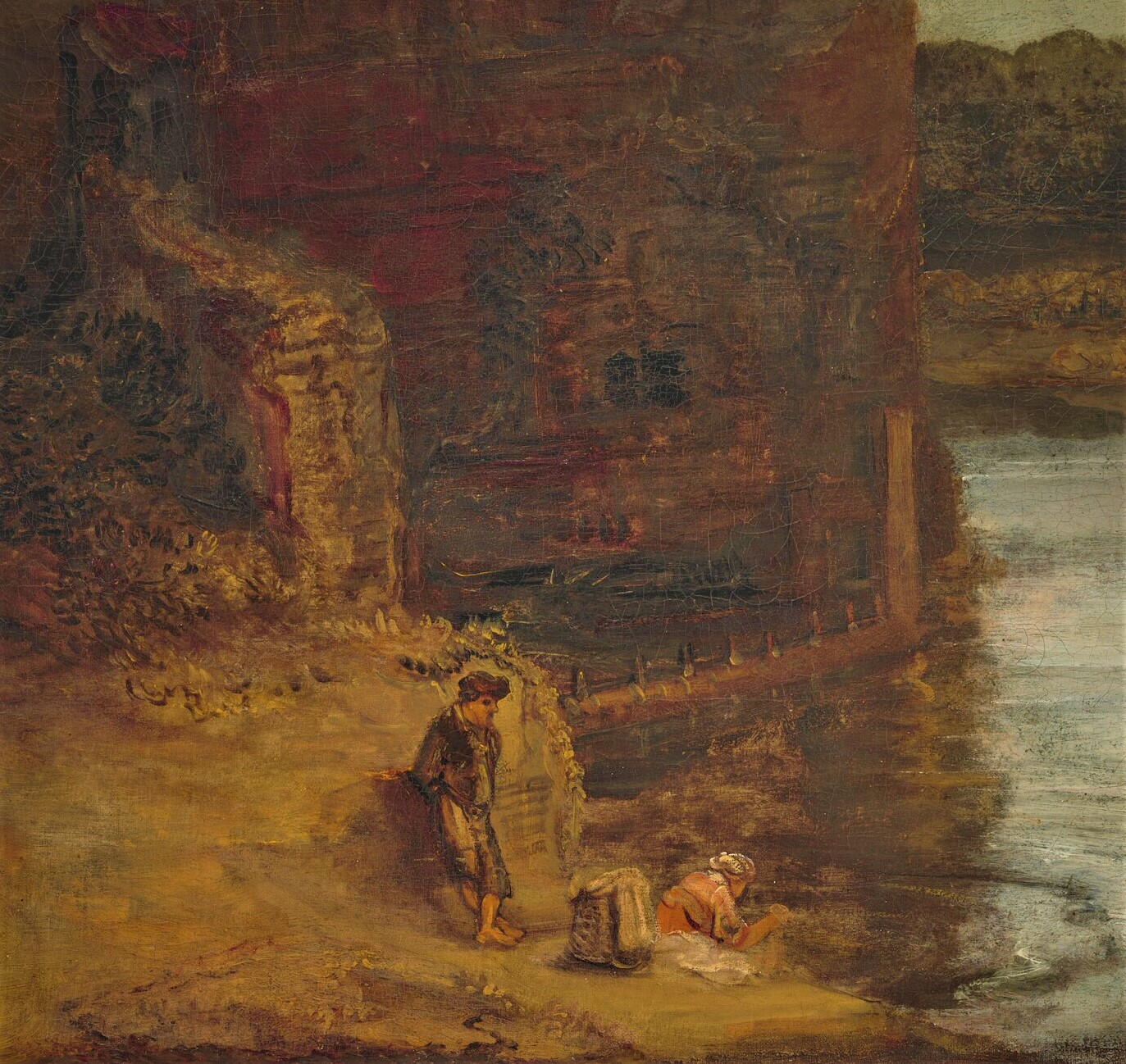
水辺で洗濯する女性
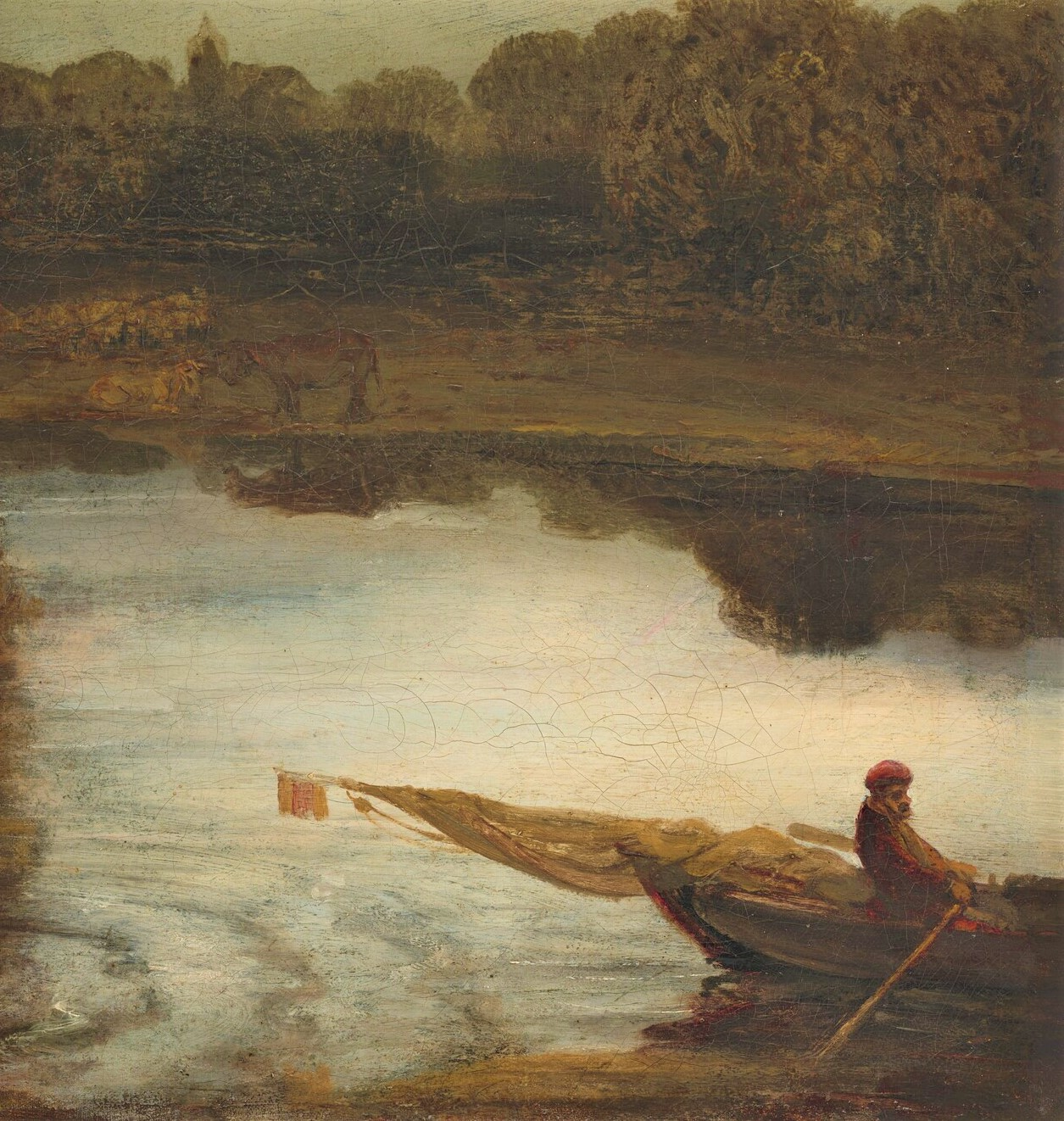
水辺に浮かぶ小舟
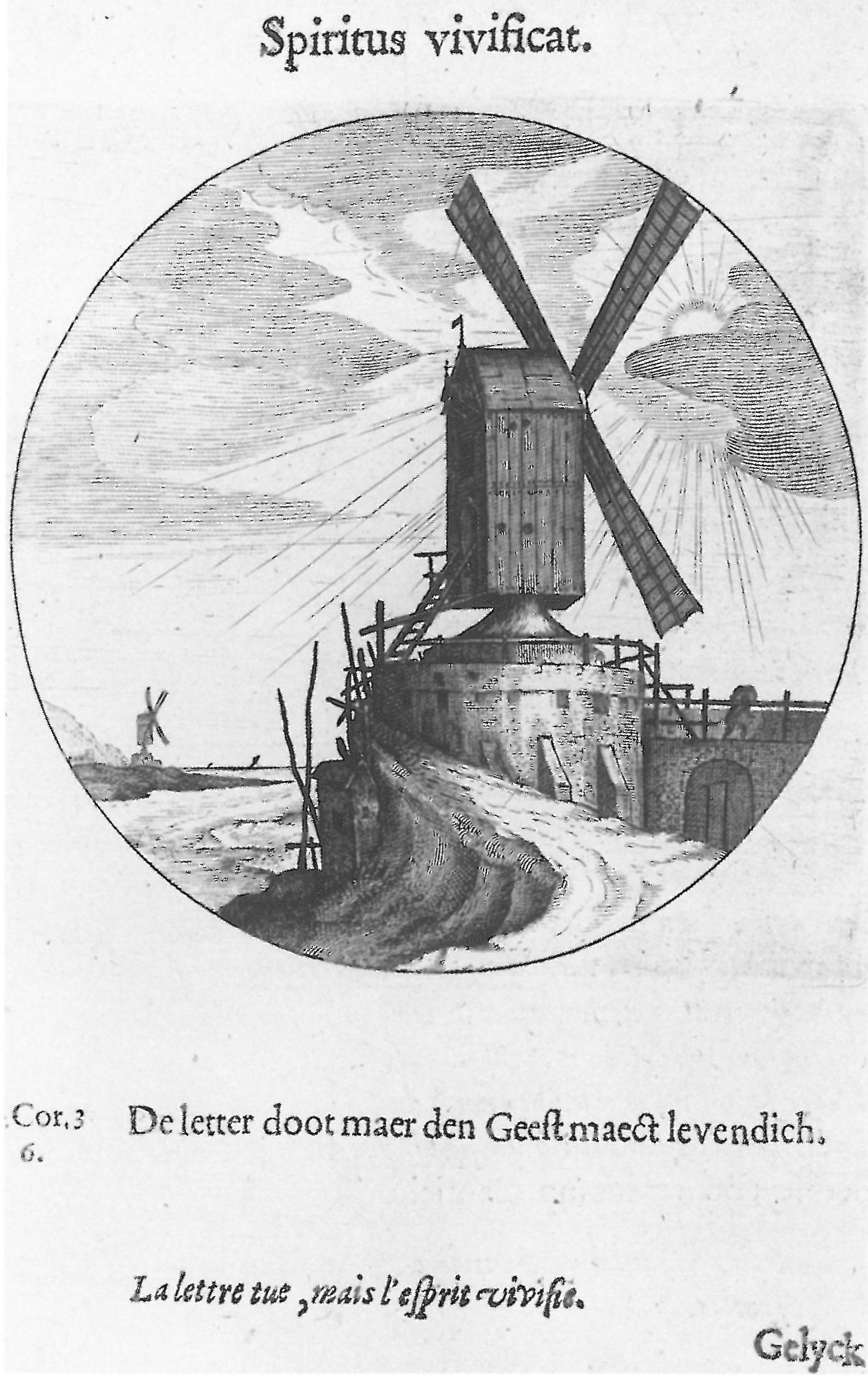
ツァハリアス・ヘインズ（英語版）「Spiritus vivificat」1625年
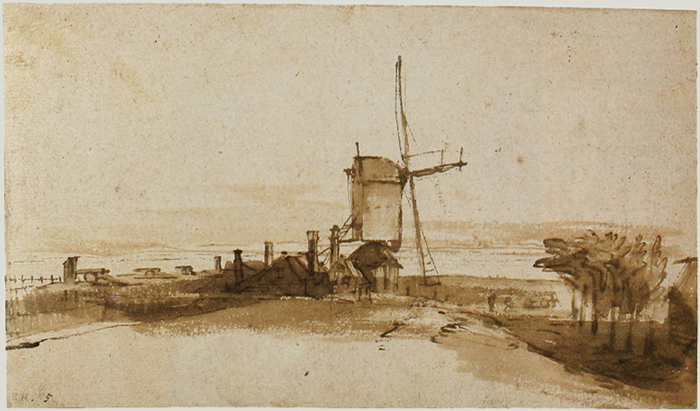
レンブラント・ファン・レイン『アムステルダムのブラウホーフト要塞のデ・ボク風車』1650年頃 クストディア財団（英語版）所蔵
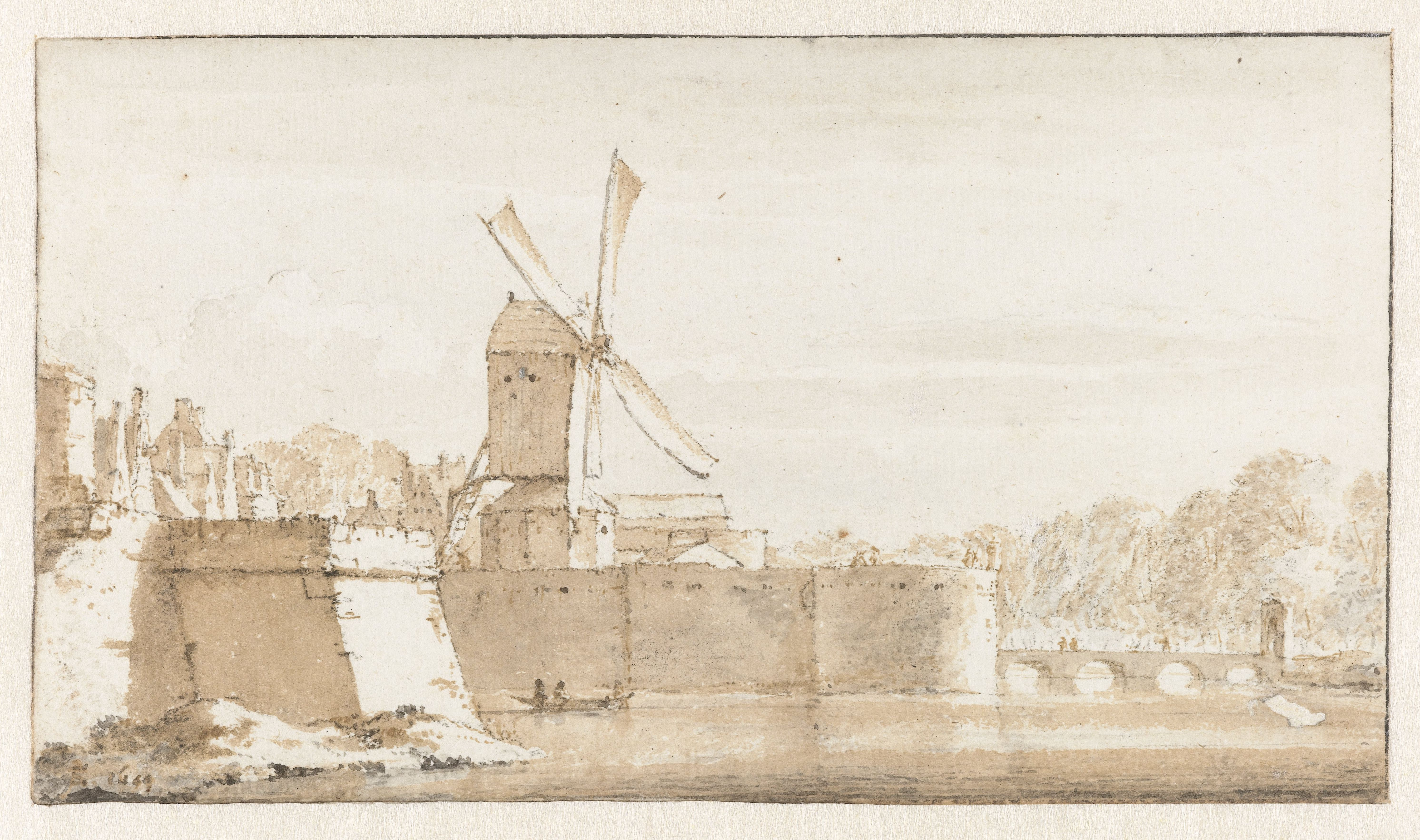
ヤン・デ・ビスコップ『レンブラントの風車、モルスポールトの城壁、ペリカンス要塞の眺め』1649年 アムステルダム国立美術館所蔵